# Canal 9 (Israel)
Canal 9 (en ruso: 9 канал, en hebreo: ערוץ 9) es un canal de televisión privado de Israel. Se trata de un canal dirigido a la población rusa en Israel y emite noticias, programas de entretenimiento, series y películas.

## Historia
En agosto de 1997, el gobierno israelí aprobó el informe del comité de Yossi Peled, creado para elaborar una propuesta para la expansión y reorganización del sistema público de radio y televisión. El informe recomendaba la adopción de una nueva política para crear un mercado libre de telecomunicaciones. El comité recomendó la concesión de licencias para la televisión por satélite, el establecimiento de un canal generalista adicional y la creación de cinco o seis canales, uno de ellos en árabe, otro para hablantes de ruso y amárico, otro dedicado a la herencia y patrimonio israelí, un canal de música israelí y un canal de noticias e información, todos ellos financiados mediante publicidad.
En 1998, el Ministerio de Comunicaciones israelí, a través del Consejo de Radiodifusión por Cable y Satélite, publicó la licitación para el establecimiento de cinco canales financiados con publicidad y dirigidos a segmentos específicos de la población. Sin embargo, la licitación para el canal en ruso se retrasó.
Finalmente, en enero de 2001, se publicó la licitación del canal en ruso y, a finales de mayo de 2001, se recibieron ofertas de dos grupos. El 12 de septiembre de 2001, el Consejo de Radiodifusión por Cable y Satélite seleccionó a Vesh Telekanal para controlar el canal en ruso, tras un concurso público.
En noviembre de 2001, Vesh Telekanal anunció que el canal podría emitir en mayo de 2002 bajo el nombre de Israel Plus. Según los términos de la licencia, se emitiría por cable y satélite, financiado mediante publicidad. Emitiría al menos 12 horas diarias durante los dos primeros años y 16 horas a partir de entonces.
Finalmente, el canal inició emisiones como Israel Plus el 12 de noviembre de 2002 a través del canal 9.
En noviembre de 2003, el canal presentó una demanda ante el Tribunal Superior de Justicia de Israel contra el Consejo de Radiodifusión por Cable y Satélite por no aplicar adecuadamente la normativa sobre la publicidad israelí emitida en canales rusos extranjeros recibidos en Israel, como RTVi y Piervy Kanal. En una contrademanda presentada ante el Tribunal Superior por el canal RTVi, se solicitó al Consejo que eliminara las restricciones sobre el alcance de la publicidad israelí emitida, que representaba el 25% del total de anuncios.
En febrero de 2004, la directora ejecutiva, Yulia Shamalov Berkovich, dimitió debido a las pérdidas del canal, los índices de audiencia y los ingresos, inferiores a lo previsto. Además, el accionista mayoritario del canal, Lev Leviev, adquirió el control del canal de forma directa. Raly Kobarsky reemplazó a Yulia Shamalov Berkovich como director general. En 2004, el canal cambió su nombre a Canal 9 y se suspendió la programación en hebreo, pasando a ser un canal exclusivamente en ruso con subtítulos en hebreo. Además, el canal solicitó al Consejo de Radiodifusión por Cable y Satélite la aprobación para reducir sus compromisos financieros de inversión en producciones originales en aproximadamente un tercio. Finalmente, Raly Kobarsky renunció a la gestión del canal a finales de 2005, después de que sus pérdidas acumuladas alcanzaran más de 100 millones de séquels.
En 2005, el canal empezó a emitir en Estados Unidos y Australia y en enero de 2007, el canal inició sus emisiones en Rusia y la CEI.
Desde julio de 2010, el canal emite en DVB-T2. En abril de 2011, el canal alcanzó su máximo histórico de audiencia, con un 10,5% de audiencia en la retransmisión de la final de la Copa del Rey. En mayo de 2011, la licencia del canal se prorrogó seis años más. Sin embargo, para finales de 2011, el canal había acumulado pérdidas por un total de 168 millones de séquels.
En mayo de 2013, el canal fue adquirido por 6 millones de séquels por el empresario israelí-ruso Alexander Levin.
En marzo de 2014, los estudios del canal se trasladaron a Modi'in y el canal experimentó otro cambio gráfico, con un nuevo logotipo y una página web mejorada. En junio de 2014, el canal empezó a emitir en HD. El nuevo complejo de estudios incluía cinco estudios: uno de 1000 metros, otro de 300 metros, otro de 200 metros y dos de 50 metros. Sin embargo, en 2016 el canal decidió prescindir de estudios y oficinas para trasladarse al Centro de Medios Neve Ilan en Jerusalén. Mientras tanto, KAN alquiló el complejo de Modi'in durante dos años, hasta la finalización de su sede actual en Jerusalén. La decisión de Canal 9 para trasladarse a Neve Ilan provocó duras críticas y una petición al Tribunal Superior de Justicia de Israel por parte de la Municipalidad de Jerusalén y políticos, alegando que la radiodifusión pública se estaba extendiendo fuera de las fronteras de Jerusalén, en violación de la Ley de Corporaciones. Canal 9, por su parte, alegó ante el Tribunal Superior que perdió 40 millones de séquels en 2014 y que la medida era necesaria para su supervivencia.

## Programación
- יום
- גיבור היום
- מלחמה ושלום
- משבת לשבת
- האנגר 9